# فرانك فابرا
فرانك فابرا (بالإسبانية: Frank Fabra) (المولود 22 فبراير 1991) هو لاعب كرة قدم كولومبي يلعب حاليًا لنادي بوكا جونيورز الأرجنتيني والمنتخب الكولومبي كمدافع.

## مسيرته الكروية
لعب فرانك فابرا خلال مسيرته الاحترافية مع 4 أندية في ثلاثة عشر موسمًا وسجل خلالها 10 أهداف ضمن 191 مباراة. ولم يفز بأي موسم بالكأس وفاز في أربعة مواسم بالدوري.
خاض فرانك فابرا مسيرته مع نادي إنفيغادو في موسم 2010 ليلعب معه خمسة مواسم، مشاركًا في 87 مباراة سجل خلالها 3 أهداف. ثم انتقل إلى نادي ديبورتيفو كالي في عامي 2014-2016 ولمدة موسمين، حيث شارك في 26 مباراة سجل خلالها هدفًا واحدًا. لينتقل بعدها إلى نادي إنديبندينتي ميديلين ما بين عامي 2015 و2016 لمدة موسم واحد، مشاركًا في 15 مباراة سجل خلالها هدفًا واحدًا أيضًا. ثم انتقل إلى نادي بوكا جونيورز في موسم 2016 ليلعب معه خمسة مواسم، مشاركًا في 63 مباراة سجل خلالها 5 أهداف.

## روابط خارجية
- فرانك فابرا على موقع قاعدة بيانات كرة القدم.إي يو (الإنجليزية)
- فرانك فابرا على موقع ناشيونال فوتبول تيمز (الإنجليزية)
- فرانك فابرا على موقع Soccerway.com (الإنجليزية)
- فرانك فابرا على موقع عالم كرة القدم.نت (الإنجليزية)
- فرانك فابرا على موقع AS.com (الإسبانية)